# 北見市立南小学校
北見市立南小学校（きたみしりつ みなみしょうがっこう）は、北海道北見市にある市立小学校。

## 沿革
- 1952年（昭和27年）12月18日 - 設立。校地10.164坪を買収し、普通教室12と校長住宅建設。初代校長 斉藤与七氏 就任。
- 1953年（昭和28年）
  - 4月1日 - 北見市立南小学校として開校。東小、西小、中央小3校の通学区を変更し541名の転入児童を収容し、12学級編制で授業開始。校章制定。元東小学校所属川東分校を本校所属とする。
  - 10月26日 - 学校給食開始（A型完全給食）。
- 1954年（昭和29年）5月10日 - 内体育館完成（120坪）。校舎増築（8教室）。
- 1956年（昭和31年）5月10日 - 校舎増築（2教室）。
- 1957年（昭和32年）5月18日 - 校舎増築（3教室）。
- 1959年（昭和34年）
  - 11月7日 - 屋内体育館増築（80坪）。
  - 12月 - 職員室、校長室改装。
- 1960年（昭和35年）5月10日 - 校歌制定。保健室、宿直室設置。
- 1961年（昭和36年）8月1日 - 給食室増築（8坪）。
- 1962年（昭和37年）10月5日 - 開校10周年記念式典挙行。校旗制定。
- 1963年（昭和38年）
  - 4月1日 - 学校定員基準改正により、26学級編制。
  - 9月 - 理科教室、同準備室増築。
- 1964年（昭和39年）
  - 1月 - 渡り廊下増築。
  - 4月1日 - 川東分校が閉校し、本校に統合。
  - 10月5日 - 開校記念日を10月5日と定める。
- 1969年（昭和44年）
  - 8月4日 - ステージ完成。
  - 9月3日 - ステージ用放送器具完成。
- 1970年（昭和45年）
  - 4月 - 校内電気配線替、会計窓口完成。
  - 8月 - 給食室増築。
  - 11月 - 校長住宅新築。
- 1971年（昭和46年）
  - 4月1日 - 特殊学級開設。
  - 8月 - 全校舎屋根塗装。
  - 12月 - 便所、渡り廊下改築。
- 1972年（昭和47年）7月 - 南プール新設。
- 1973年（昭和48年）
  - 4月1日 - 教育目標改訂。
  - 10月7日 - 開校20周年記念式典挙行。
  - 12月 - 教員住宅新築（1戸）。
- 1974年（昭和49年）11月 - 給食室のガス施設、修理塗装。
- 1975年（昭和50年）9月 - 印刷室増設、特殊学級2学級。
- 1977年（昭和52年）4月1日 - 特殊学級3学級、情緒学級1学級開設により、21学級編制。
- 1978年（昭和53年）
  - 3月8日 - 校舎改築工事着工。
  - 10月25日 - 新校舎完成。
  - 11月26日 - 校舎落成記念式典挙行。
- 1979年（昭和54年）
  - 5月 - 体育館に助木完成。
  - 8月 - グラウンド完成。
  - 9月 - 砂場設置、裏庭駐車場整備。
  - 10月 - 遊具施設移動完了、物置新設、自転車小屋新設グラウンド散水水道新設。
  - 11月 - グラウンド東側排水完成、ビニールハウス完成。
- 1981年（昭和56年）10月 - 自転車小屋横物置設置。
- 1982年（昭和57年）
  - 5月 - バックネット補修。
  - 9月 - 校舎周辺歩道補修工事。
- 1983年（昭和58年）
  - 5月 - 校舎前庭花壇造成、第2バックネット完成。
  - 10月2日 - 開校30周年記念式典及び祝賀会挙行。
  - 11月 - 実験畑整地及びビニールハウス改築。30周年記念公開研究会開催（特活）。
- 1983年（昭和58年）9月1日 - トレーニングコース設置（グラウンド南側。
- 1987年（昭和62年）8月 - 児童玄関ドア改修。
- 1988年（昭和63年）
  - 6月 - プール一部改修（浄化槽、シャワー）。
  - 8月 - 屋体舞台階段改修。
- 1991年（平成3年）7月24日 - プール改築落成。
- 1993年（平成5年）
  - 8月9日 - 校内廊下全壁塗装。
  - 10月3日 - 開校40周年記念式典及び祝賀会挙行。体育館舞台袖幕改修、体育館遮蔽暗改修。作物栽培用温室鉄骨新築。全教室テレビ、CDプレーヤーの設置。
- 1994年（平成6年）10月12日 - 駐車場、花壇整備。
- 1998年（平成10年）
  - 3月30日 - 体育館床ウレタン塗布。
  - 6月3日 - プール床塗布。
- 2003年（平成15年）11月3日 - 開校50周年記念式典挙行。
- 2005年（平成17年）5月28日 - インターフォン設置（裏口）。
- 2006年（平成18年）8月8日 - 表玄関改修工事（モルタル）。
- 2009年（平成21年）
  - 1月16日 - 体育館壁塗装。
  - 3月27日 - 28日まで、体育館ウレタン塗装。
  - 4月1日 - 特別支援学級（病弱学級）開設。
  - 8月3日 - トイレ一部洋式化工事。
- 2011年（平成23年）
  - 4月1日 - 特別支援学級（言語学級）開設。
  - 8月3日 - 8日まで、校舎耐震診断調査。
- 2012年（平成24年）
  - 4月16日 - 特別支援学級（情緒学級）増設。
  - 8月20日 - グランド改修工事開始（12月まで）
- 2013年（平成25年）
  - 2月16日 - 校舎裏整備工事（3月まで）。
  - 5月30日 - 校舎・体育館耐震化改修工事（11月まで）。
  - 12月11日 - 児童トイレ一部洋式化工事（平成26年1月まで）。
- 2014年（平成26年）
  - 3月18日 - 開校60周年記念事業実施、記念誌発行。
  - 12月26日 - トイレ一式洋式化及び照明増設。
- 2016年（平成28年）5月28日 - 放送機器取替工事（8月まで）。
- 2017年（平成29年）5月29日 - 敷地内教員住宅撤去及び駐車場拡張工事（8月まで）。
- 2018年（平成30年）
  - 3月10日 - 3階デジタルテレビ設置工事実施。
  - 8月 - 体育館煙突石綿除去作業実施。体育館バスケットゴール改修工事実施。
- 2019年（令和元年）
  - 6月 - プール塗装工事。
  - 8月 - メディアルーム・図書室エアコン工事。
- 2020年（令和2年）
  - 3月 - 防災監視盤更新工事。
  - 11月 - 教室網戸設置作業実施。
  - 12月 - 児童水飲み場用温水器設置。プール灯油タンク更新。
- 2021年（令和3年）3月 - GIGAスクール構想に伴うタブレット保管庫設置し、同構想に伴う校内無線LAN工事実施。
- 2022年（令和4年）4月1日 - 通級指導教室開設。

## 通学区域
- 桜町、清月町、泉町、南仲町、南町、中ノ島町、川東
  - これは、JR北見駅とJR石北本線の南側地区となる。

## 周辺
- 南仲町公園
- 社会福祉法人北見福祉会みなみ認定こども園 - 進級前こども園のひとつ
- 北海道道122号北見端野美幌線
- 北海道道217号北見美幌線
- 北見市立南中学校 - 主な進学先

## アクセス
- 北海道北見バス系統2・美山線
  - 「南仲町2丁目」バス停下車後、徒歩約195m・約3分。
  - 「南小学校」バス停下車後、徒歩約270m・約5分。
- JR石北本線北見駅（駅南側）から、徒歩約645m・約10分。